# ان‌جی‌سی ۱۰۵

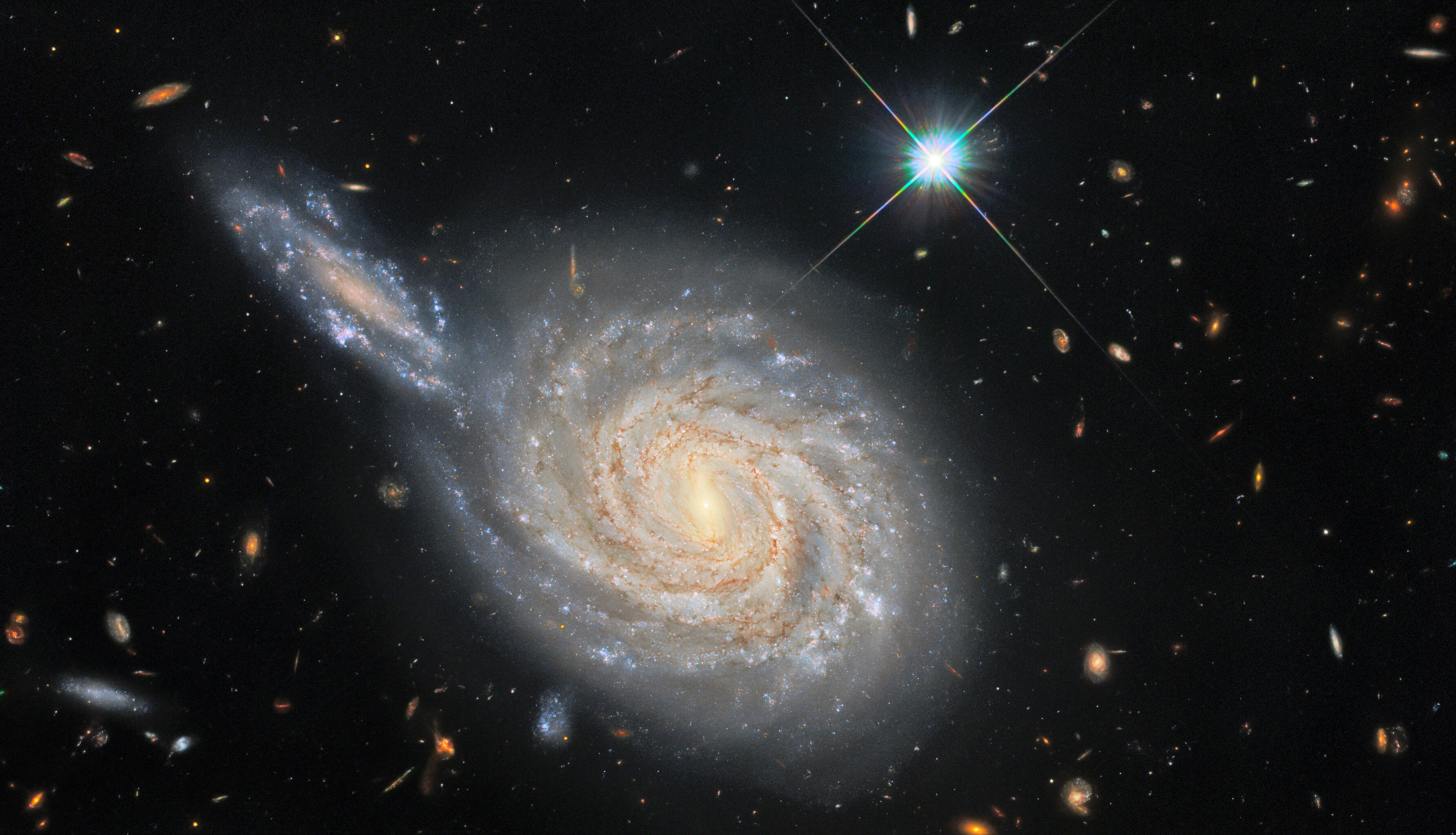
ان‌جی‌سی ۱۰۵

ان‌جی‌سی ۱۰۵ (به انگلیسی: NGC 105) یک کهکشان مارپیچی با قدر ظاهری ۱۴٫۱ است که در صورت فلکی ماهی قرار دارد.